# Strotarchus piscatorius
Strotarchus piscatorius is een spinnensoort uit de familie van de Cheiracanthiidae.
De wetenschappelijke naam van de soort werd in 1847 als Clubiona piscatoria gepubliceerd door Nicholas Marcellus Hentz.